# Георги Манолов
Георги Манолов е професор, ректор на Висшето училище по сигурност и икономика в Пловдив и е един от неговите учредители.
Роден на 30 ноември 1958 г. в София.
Чете лекции по политология, политически маркетинг, съвременната държава, избори и избирателни системи и други. Член е на Съюза на учените и на Съюза на журналистите в България. Главен редактор е на сп. „Политика и сигурност“ и член на редколегията на сп. „Социология и икономика“.
Председател е на Програмния съвет на Института за социалнополитически изследвания „Макс Вебер“ – Пловдив, член е на Експертния съвет на Института за стратегии и анализи – София. Има присъдени сертификати за научни постижения и успешно участие в научни конференции и конгреси от Харвардския университет, канадското списание „Икономика и финанси“ и други. Автор е на 150 научни труда и публикации в страната и чужбина (Англия, Босна и Херцеговина, Гърция, Испания, Русия, САЩ, Словакия, Сърбия, Турция, Франция), от които осем монографии, шест учебника и четиринадесет студии.